# 池尻站

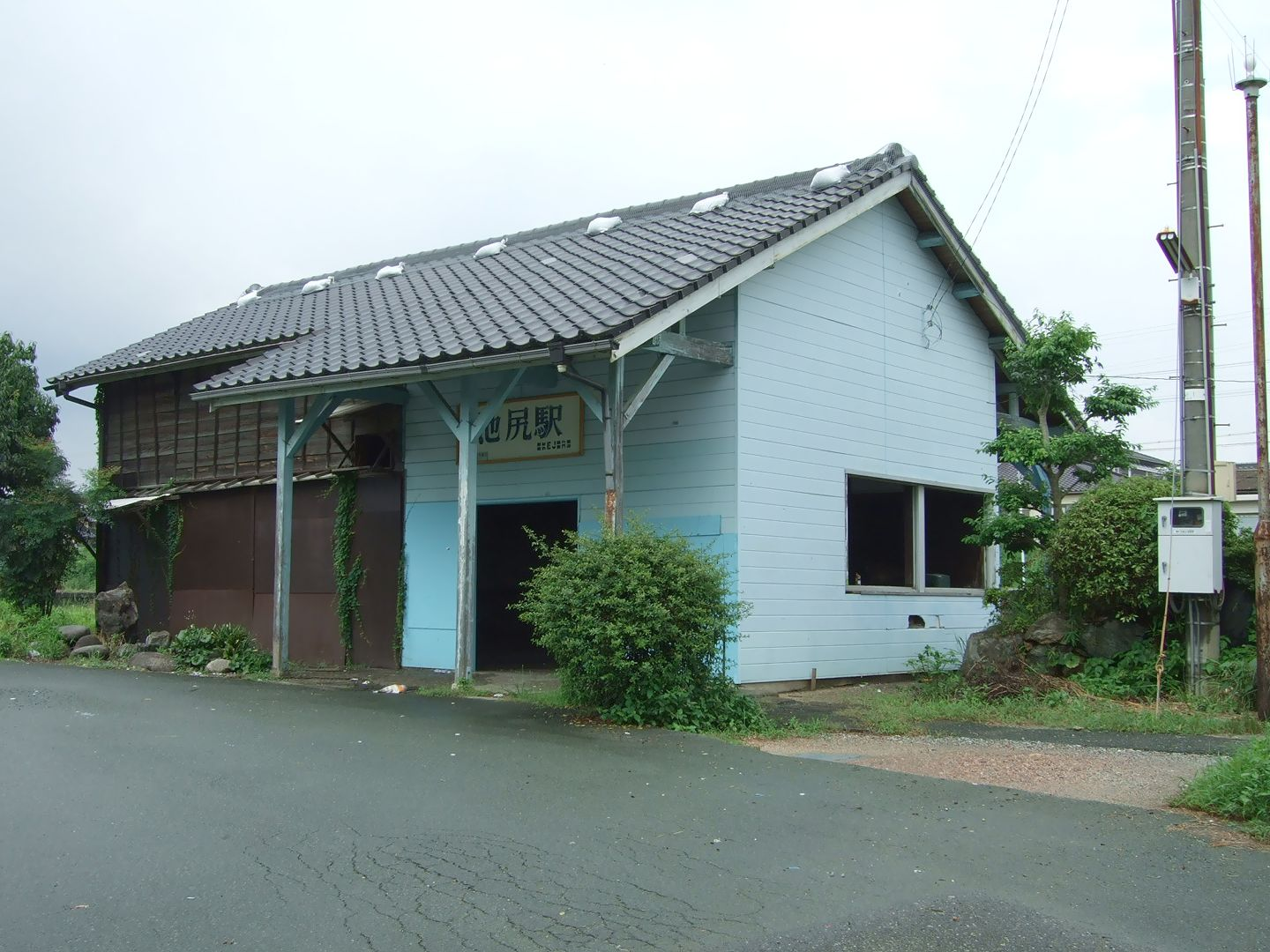
舊木製站房（2008年9月）

池尻站（日语：／ Ikejiri eki */?）是位於福岡縣田川郡川崎町大字池尻，九州旅客鐵道（JR九州）的日田彥山線車站。

## 車站構造
採用簡易車站模式，過往曾經設有單層木製站房一座，但已於2008年拆毀，改為類近涼亭形式的開放型簡易站房。當中候車座椅的木板乃重用舊站房的牆身。

### 月台
設有1面2線的島式月台，採用一線通過結構，但現時原則上均採用正常左側入線形式靠站。
| 月台 | 路線        | 上下行 | 方向                 |
| ---- | ----------- | ------ | -------------------- |
| 1    | ■日田彥山線 | 上行   | 田川後藤寺、小倉方向 |
| 2    | ■日田彥山線 | 下行   | 添田方向             |

## 歷史
- 1899年7月10日：豐州鐵道（日语：豊州鉄道）後藤寺至川崎（現時：豐前川崎）之間開通，此站啟用[1]。
- 1901年9月3日：被九州鐵道收購[2]。
- 1907年7月1日：九州鐵道被國有化[3]。
- 1987年4月1日：隨國鐵分割民營化，車站由九州旅客鐵道（JR九州）營運[4][5][6][7]。
- 2009年3月：原站房被拆去，改成為涼亭式的簡易仿站房[8]。

## 使用狀況
《福岡縣統計年鑑》及川崎町役場網頁均沒有本站的使用記錄。而JR九州自2016年度起只公佈最多使用量的首300個車站，本站皆從未打入首300名的位置，就連最低日均使用人數超過100人也沒有達成過。
| 年度 | 一日平均乘車人次 | 參考資料   |
| 2016 | <100             | [ 統計 1 ] |
| 2017 | <100             | [ 統計 2 ] |
| 2018 | <100             | [ 統計 3 ] |
| 2019 | <100             | [ 統計 4 ] |
| 2020 | <100             | [ 統計 5 ] |
| 2021 | <100             | [ 統計 6 ] |
| 2022 | <100             | [ 統計 7 ] |
| 2023 | <100             | [ 統計 8 ] |

## 相鄰車站
九州旅客鐵道（JR九州）
■日田彥山線
■快速（上行1班） 、■普通
田川後藤寺（JI14）－池尻－豐前川崎

### 統計數據
1. ↑   (PDF). 九州旅客鉄道. 2017-07-31  [2017-08-01]. （原始内容 (PDF)存档于2017-08-01）.
2. ↑   (PDF). 九州旅客鉄道.   [2019-05-20]. （原始内容 (PDF)存档于2018-07-17）.
3. ↑   (PDF). 九州旅客鉄道.   [2019-07-27]. （原始内容存档 (PDF)于2019-07-12）.
4. ↑   (PDF). 九州旅客鉄道.   [2020-12-26]. （原始内容存档 (PDF)于2020-11-24）.
5. ↑   (PDF). 九州旅客鉄道.   [2021-09-15]. （原始内容存档 (PDF)于2022-02-27）.
6. ↑   (PDF). 九州旅客鉄道.   [2022-08-26]. （原始内容 (PDF)存档于2022-08-26） （日语）.
7. ↑   (PDF).   [2024-12-30]. （原始内容存档 (PDF)于2023-09-06）.
8. ↑  駅別乗車人員上位300駅（2023年度） （页面存档备份，存于），JR九州。

## 外部連結
- JR九州池尻站 （页面存档备份，存于）（日語）